# クン・ウイック
クン・ウイック（Koun Wick、1917年11月10日 - 1999年12月27日）は、カンボジアの政治家、外交官で、1964年から1965年および1970年から1972年にかけて外務大臣を務めた。彼は、チャウ・セン・コクサル・チュム元首相の従兄弟のうちの一人である。